# Pollia auritula
Pollia auritula är en snäckart som först beskrevs av Link 1807.  Pollia auritula ingår i släktet Pollia och familjen valthornssnäckor. Inga underarter finns listade i Catalogue of Life.